# Unión Aduanera de África Austral
La Unión Aduanera de África Austral o SACU (acrónimo del inglés Southern African Customs Union) es una unión aduanera que aglutina a 5 países de África Austral, los cuales son Botsuana, Lesoto, Namibia, Sudáfrica y Suazilandia.

## Historia
SACU es la unión aduanera más antigua del mundo. Se estableció el 29 de junio de 1910 como un Acuerdo de Unión Aduanera entre la Unión de Sudáfrica y la Alta Comisión de los Territorios de Basutolandia y Suazilandia, y el protectorado de Bechuanalandia. Con el advenimiento de la independencia de esos territorios, el acuerdo fue actualizado y el 11 de diciembre de 1969 fue relanzado como el SACU con la firma de un acuerdo entre la República de Sudáfrica, Botsuana, Lesoto y Suazilandia. La unión actualizada entró oficialmente en vigencia el 1 de marzo de 1970. Después de la independencia de Namibia a partir de Sudáfrica en 1990, se unió al SACU como el quinto miembro.
Desde 2008, el Secretario Ejecutivo de SACU es Tswelopele C. Moremi.

## Funciones y organización
La unión se reúne anualmente para discutir cuestiones relacionadas con el Acuerdo. También hay comités técnicos de enlace, a saber, el Comité de Enlace Técnico de Aduanas, el Comité de Industria y Comercio y el comité de enlace ad hoc Sub-Comité de Agricultura, que se reúnen tres veces al año.
Su objetivo es mantener el intercambio libre de mercancías entre los países miembros. Asimismo, establece un arancel externo común y un arancel común del impuesto especial a esta zona aduanera común. Todo lo recaudado de las aduanas y el impuesto especial en el territorio aduanero común se pagan en el Fondo Nacional de Ingresos de Sudáfrica. Los ingresos se reparten entre los miembros del acuerdo con una fórmula de reparto de ingresos, tal como se describe en el acuerdo. Sudáfrica es el custodio de este grupo. Únicamente las cuotas de los Estados miembros Botsuana Lesoto y Suazilandia se calculan con Sudáfrica recibiendo el residual. Los ingresos del SACU constituyen una parte sustancial de los ingresos estatales de los países Botsuana Lesoto y Suazilandia.

## Últimos desarrollos y estructura
Tras la formación del Gobierno de Unidad Nacional en Sudáfrica en abril de 1994, los Estados miembros coincidieron en que el presente Acuerdo debe ser renegociado a fin de democratizar la SACU y la dirección de las necesidades actuales de los Estados miembros de la SACU de una manera más eficaz.
Con esto en mente, los Ministros de Comercio e Industria de los cinco Estados miembros se reunieron en Pretoria el 11 de noviembre de 1994 para discutir la renegociación del acuerdo de 1969. Los Ministros nombraron un Equipo de Trabajo Unión Aduanera (CUTT acrónimo del inglés Customs Union Task Team), que fue encargado para que realice recomendaciones a los Ministros. CUTT se ha reunido en numerosas ocasiones en los distintos Estados miembros y han avanzado en el proceso de renegociación.
En una reunión de Ministros de Comercio y Finanzas de los cinco Estados miembros de la SACU, que se celebró en Centurion, Pretoria el 5 de septiembre del 2000, los ministros llegaron a un consenso sobre los principios en que se sustenta la reforma institucional en el SACU.
La estructura administrativa institucional del grupo que fue discutida acordó que constará de lo siguiente:
Consejo de Ministros: 
Un cuerpo representado por un Ministro de cada Estado miembro de la SACU. Sería el órgano supremo de la SACU que toma las decisiones y se reunirá con carácter trimestral. Las decisiones adoptadas por este Consejo, sólo sería por consenso
Comisión: 	
Órgano administrativo, compuesto de altos funcionarios, tres Comités Técnicos de Enlace y un establecido Comité de Enlace Agropecuario.
Tribunal: Un órgano independiente de expertos que informe directamente al Consejo de Ministros. El tribunal se encargará de la fijación de tarifas y el mecanismo antidumping.
Secretaría: Responsable de las operaciones día a día del grupo. Asimismo, se financiarían con los ingresos del grupo. Su ubicación sería determinada por altos funcionarios quienes dirigirán un encuentro después de un período de un mes para elaborar propuestas para la aplicación de la Estructura Institucional de SACU revisada.
Los ministros del SACU acordaron, asimismo, que el porcentaje de ingresos obtenidos por cada Estado miembro debe ser calculada a partir de tres componentes básicos:
1. una cuota de las aduanas del grupo;
2. una cuota de los impuestos especiales del grupo, y
3. una cuota de un componente de desarrollo

Además, se acordó que estos tres componentes diferentes se distribuirán de la siguiente manera:
Los componentes aduaneros deben ser asignados de acuerdo a cada cuota del país de la proporción del total de los intercambios intracomunitarios de la SACU, incluidas las reexportaciones.
El componente de los impuestos especiales, neto de la componente de desarrollo, debe asignarse sobre la base del PIB. El componente de desarrollo debe ser fijado en el 15% del total de los impuestos especiales del grupo y distribuido a todos los miembros de la SACU de acuerdo a la inversa del PIB per cápita de cada uno de los países del grupo .
Aunque el SACU entró en un tratado de libre comercio con el EFTA el 1 de julio de 2006, las negociaciones con los Estados Unidos para un acuerdo de libre comercio se han estancado (a partir del 8 de enero de 2008).
El 6 de abril de 2009 el SACU firmó un acuerdo comercial con el Mercosur, con miras de un futuro Tratado de Libre Comercio entre los bloques.